# ヘカトンピュロス
ヘカトンピュロス（古代ギリシア語: Ἑκατόμπυλος Hecatompylos、ペルシア語: صددروازه Sad Darvāzeh）は、カスピ海南東岸のヒュルカニア地方（サトラップ）にあったとされるパルティアの初期の首都。現在のセムナーン州 ゴンバデカープス周辺。しかし、遺跡などは見つかっていない。9世紀に発生したダームガーン地震では、ヘカトンピュロスも壊滅的な被害を受け、廃墟と化した。